# Festival Blues de Barcelona
El festival de blues de Barcelona és un festival de blues que se celebra a la ciutat comtal des de 2003 organitzat per l'associació Capibola. La primera edició es deia Festival de Blues de Nou Barris, encara que en edicions posteriors adoptà el nom actual.

## Història
El festival té com a objectiu fundacional el posar el blues a l'abast de tota mena de públics. El festival va més enllà de l'estrictament musical, perquè té un marcat caràcter social, no només pel seu caràcter gratuït, que permet l'accés obert als seus concerts, sinó també per la seva programació de caràcter solidari, com els concerts en centres de la tercera edat, hospitals i presons, que permeten l'accés al blues a públics i col·lectius socials que es troben fora dels circuits musicals habituals.
Una altra característica d'aquest festival és la promoció de la cultura del blues més enllà dels canals habituals amb iniciatives com el Concurs literari de relats de Blues o les master class i els picnics de blues, que permeten apropar el gènere al públic no inicialment interessat o que no té un coneixement previ d'aquesta música.

## Participants
Al llarg de la seva història pels escenaris del Festival de Blues de Barcelona han passat artistes de talla internacional com Barrelhouse Chuck, Frank Muschalle, Mitch Woods, Paul Lamb Guitar Crusher, o Carl Sonny Leyland, Jan Jaques Milteau, entre molts altres, que han compartit el seu art amb les primeres figures del panorama català i espanyol com Big Mama, Mingo Balaguer, Lluís Coloma, Amadeu Casas, August Tharrats, Dani Nel·lo,